# Kan de svømme?
Kan de svømme? er en dansk dokumentarfilm fra 1940, instrueret af Valdemar Lauritzen og Per Knutzon efter Per Knutzons manuskript. Filmen er produceret af Nordisk Film og Dansk Kulturfilm for Dansk Livrednings-Forbund. Den var oprindeligt på 11 minutter men blev genudgivet i en forkortet udgave på 9½ minut i 1948.